# Przygody Anzelma Roztropka
Przygody Anzelma Roztropka (eng. "The Adventures of Archibald Higgins") – seria komiksów stworzona przez francuskiego naukowca Jean-Pierre'a Petita. Seria ta była początkowo wydawana przez Belin Publishing, głównie w latach 80. XX wieku. Przygody tytułowej postaci są pretekstem do popularyzacji nauki w różnych dziedzinach (m.in. fizyki i informatyki). Wsparcia w poszukiwaniach udzielają Anzelmowi Zofia oraz postacie zwierzęce o cechach uczonych: pelikan Leon, ptak Max i ślimak Tiresias. Albumy wypełnione są spotkaniami z postaciami znanych naukowców z różnych epok (np. Einsteina czy Jean-Marie Souriau).
Seria jest pierwszym w historii edukacji realnym przykładem nauki poprzez komiksy. Pomysł na komiks zrodził się z wielu rysunków, które autor musiał stworzyć w celu nauczania nauk fizycznych i geometrii dla studentów filozofii na Wydziale Aix-en-Provence.
Akademicki poziom docelowej grupy czytelniczej jest bardzo zróżnicowany. Niektóre albumy mogą być zrozumiałe dla uczniów szkół średnich, lecz większość przeznaczona jest dla absolwentów kierunków ścisłych. Niektóre z nich wymagają pierwszego poziomu uniwersyteckiego z matematyki.

## Rozpowszechnianie utworów
Wydawnictwo Belin Publishing opublikowało czternaście albumów. Cztery inne zostały przez nie odrzucone, oraz zostały opublikowane przez Editions Présence.
Od 1980 roku seria ta była wprowadzana na rynek w kilku językach:
- w języku francuskim: Les aventures d'Anselme Lanturlu,
- w języku angielskim: The Adventures of Archibald Higgins (2 wydania angielskie i amerykańskie),
- w języku niemieckim: Die Abenteuer des Anselm Wüßtegern,
- w języku fińskim: Anselmi Veikkonen seikkailee,
- w języku włoskim: Le avventure di Anselmo[2][3],
- w języku portugalskim: As aventuras de Anselmo Curioso,
- wjęzyku rosyjskim: прикления Ансельмa Лантюрлюрющий[4],
- w języku polskim: Przygody Anzelma Roztropka,
- w esperanto: La aventuroj de Anselmo Lanturlup, wydany przez Monda Asembleo Socia (ISBN 978-2369600350)

Dwa albumy wydano różwnież w języku japońskim i jeden w perskim (album "Wszystko jes Wsgledne" z kostiumem Zofii narysowanym na nowo, jak to ma miejsce w wydaniu amerykańskim). W 1991 roku ukazały się 4 albumy w języku polskim Wydawnictwa Naukowo-Technicznego:
- Operacja HERMES (ISBN 83-204-1472-5)
- Radosna Apokalipsa
- Logotron
- Chronologikon

Jean-Pierre Petit kontynuował produkcję nowych albumów, zmieniając jednocześnie metody dystrybucji. Cała seria albumów jest od 2005 roku bezpłatnie dystrybuowana na stronie internetowej stowarzyszenia Savoir sans frontières, które postawiło sobie za cel między innymi przetłumaczenie tych albumów na jak największą liczbę języków. Komiks dołącza w ten sposób do ruchu Komiks Internetowy, dodając wymiar tłumaczenia wspólnotowego.
W listopadzie 2018 r. dostępnych było 536 albumów i oryginalnych produkcji w 39 językach, a strona regularnie dodawała nowe tłumaczenia. Językami, które znają najwięcej albumów pobranych ze strony internetowej stowarzyszenia są języków: francuski (1,98 mln), hiszpański (1,8 mln), niemiecki (73000), angielski (49000), włoski (48000). Dla porównania, seria Lucky Luke i Corto Maltese jest tłumaczona na około dwadzieścia języków, a najbardziej rozpowszechnione serie Asteriks i Tintin są tłumaczone na ponad sto.
W 2011 roku Astropress Publishing (Biel-Bienne, Szwajcaria) opublikowała nowe wydanie zbierające większość albumów w kilku językach. Każdy język jest przedmiotem 3 tomów, a każdy tom liczy ponad 600 stron. 
Kilka albumów jest okazją dla Jean-Pierre'a Petita do zaprezentowania na niektórych stronach jego własnych wyników naukowych, które wcześniej były przedmiotem publikacji naukowych lub innych książek. Są to Bariera Ciszy, Plus rapide que la lumière,  L'univers gémellaire, Le Topologicon, Chronologikon, Logotron.
Obecnie 18 albumów Anzelma przetłumaczonych na język polski jest swobodnie dystrybuowanych.

## Odbiór pracy przez społeczeństwo

### Anzelm a społeczność akademicka
- (fr) Albums download na stronie internetowej Uniwersytetu w Lyonie
- (pt) Pobierz pierwsze albumy w języku portugalskim na stronie Uniwersytetu w Coimbrze.
- (it) Prezentacja albumów Anzelma i stowarzyszenia Savoir Sans Frontières przez Wydział Matematyki Uniwersytetu Rzymskiego
- (pl) Pozytywne uznanie albumu Czarna Diura w polskim czasopiśmie naukowym Foton 84.
- (fr) Vincent Borrelli, wykładowca, poprowadził 21 października 2013 roku konferencję zorganizowaną przez biegun matematyczny INSA Lyon, zatytułowaną: "Jaki jest kształt wszechświata? Album Geometrykon jest cytowany jako punkt odniesienia.
- (fr) Trzy albumy Anzelma są wymienione przez Michèle Porte w jej książce Mémoire de la science, vol. II, książka bez zbioru zeszytów Fontenay, wydania ENS, seminaria 1986-87-December 88, Fontenay/Saint-Cloud
- (fr) O Geometrykon wspomina Thomas Hausberger, Manuel Bächtold, w: "Enjeux des Géométries non euclidiennes", Publication of the IREM de Montpellier - production of the Mathematics and Philosophy group, 2015. <hal-01442929292915>
- (fr) Strona Matematyka i komiksy, wydziału matematyki Uniwersytetu w Tuluzie, cytuje serię Anzelma; albumy te są również szybko komentowane na tym blog poświęconym edukacji matematycznej.

### Anzelm a media
- (fr) Pierwszy wywiad telewizyjny na temat Anzelma (1981)[7]
- (fr) Prezentacja stowarzyszenia Savoir Sans Frontieres podczas interview on France Inter
- (bg) Artykuł dotyczący stowarzyszenia Savoir sans Frontières opublikowany na stronie internetowej bułgarskiej sieci Liternet, 17.03.2009
- (fr) Prezentacja albumu Czarna Diura autorstwa Jean-Pierre Petit na wystawie Temps X 2 stycznia 1982 (archive INA)
- (fr) Stowarzyszenie Savoir Sans Frontieres jest wymienione w wywiad z Sputnik, 2014/02
- (fr) Stowarzyszenie Savoir Sans Frontieres jest wymienione w wywiad opublikowany przez Les Inrockuptibles, 2012/09